# Kan Kærlighed kureres?
Kan Kærlighed kureres? er en dansk stumfilm fra 1923 med instruktion og manuskript af Lau Lauritzen Sr..

## Handling
Lille frøken Else, der er elev i byens højere døtreskole, er endnu ikke fyldt 18 år. Hun er dødeligt forelsket i den unge lærer Petersen, og det er de fleste af hendes kammerater også. Det bliver dog Else, der går af med sejren - og Petersen frier til hende. De bliver dog enige med at vente, til Else fylder 18 år. Fødselsdagen oprinder, og for at kaste mere glans over huset, finder faderen på at engagere et par elegante lejetjenere, og via et bureau sendes Fyrtårnet og Bivognen til festen. Elses familie bryder sig ikke om forlovelsen, og Else sendes op på værelset for at komme på bedre tanker. Hun beslutter dog at sætte sin vilje igennem og er inden længe på flugt med Petersen. Det ender lykkeligt, hvilket Fy og Bi har stor andel i.

## Medvirkende
- Carl Schenstrøm - Fyrtaarnet
- Harald Madsen - Bivognen
- Kiss Andersen - Else
- Jørgen Lund - Elses far
- Mathilde Felumb Friis - Elses mor
- Gorm Schmidt - Botanik-Petersen
- Alex Suhr - Hr. van Rabendyck
- Georg Busch - Kroværten
- Mathilde Pedersen - Værtinden
- Elga Bassøe - En ung frue
- Emil Henriks
- Gorma Haraldsted
- Carl Petersen
- Svend Nielsen
- Alice Tychsen
- Frk. Wilhelmsen
- Else Vermehren
- Frantz Stybe
- Hr. Siboni
- Hr. Fergo
- Louis Melander
- Hr. Carlander
- Karen Thisted
- Ester Wulff
- Lise Bauditz
- Hilma Bolvig
- Hr. Roose
- Hr. Crone
- Anna Larsen
- I. Aakesen